# Нолька (приток Малой Кокшаги)
Но́лька (мар. Нольо вӱд) — река в России, протекает в Медведевском районе и городском округе «Город Йошкар-Ола» Республики Марий Эл. Правый приток Малой Кокшаги. Длина реки — 29 км. Площадь водосборного бассейна — 134 км².

## Течение
Исток реки вблизи пгт Краснооктябрьский. Река течёт с запада на восток. Устье реки находится в 87 км по правому берегу реки Малая Кокшага. Высота устья — 79,0 м над уровнем моря.
По реке проходит южная граница города Йошкар-Ола.
Вдоль течения реки расположены следующие населённые пункты: Краснооктябрьский, Нолька, Рябинка, Крутой Овраг, Ноля-Вершина, Митюково, Йошкар-Ола, Сидорово, Нолька.

## Данные водного реестра
По данным государственного водного реестра России относится к Верхневолжскому бассейновому округу, водохозяйственный участок реки — Волга от Чебоксарского гидроузла до города Казань, без рек Свияга и Цивиль, речной подбассейн реки — Волга от впадения Оки до Куйбышевского водохранилища (без бассейна Суры). Речной бассейн реки — (Верхняя) Волга до Куйбышевского водохранилища (без бассейна Оки).
Код объекта в государственном водном реестре — 08010400712112100001203.

## Название
Нольо — гидроним финно-угорского происхождения, и по нашему мнению, сложный, состоит из двух слов: нол «стремнина, быстрое течение», ср. мар. нол «полынья, незамерзшая часть реки», манс. нол «стремнина, течение», + морд. лей, ляй «речка, овраг с источником». Развитие происходило следующим образом: нол + ляй > Ноляй > Ноля «стремнина, быстротекущая река». При образовании сложного слова один из согласных л эллиптически выпал. Таким образом, Ноля «Быстротекущая река», ср. р. Быстрица — лев.пр.р. Вятки. 
Официальный вариант возник на русской почве. Конечный элемент -к(а) — уменьшительный суффикс.
— О.П. Воронцова, И.С. Галкин.